# Heineken Open 2013
L'Heineken Open 2013 è stato un torneo di tennis giocato sul cemento, facente parte della categoria ATP World Tour 250 series nell'ambito dell'ATP World Tour 2013. È stata la 57ª edizione dell'Heineken Open. Si è giocata nell'ASB Tennis Centre di Auckland in Nuova Zelanda, dal 7 al 12 gennaio 2013.

## Partecipanti

### Teste di serie
| Nazionalità | Giocatore             | Ranking* | Testa di serie |
| ----------- | --------------------- | -------- | -------------- |
| Spagna      | David Ferrer          | 5        | 1              |
| Germania    | Philipp Kohlschreiber | 20       | 2              |
| Germania    | Tommy Haas            | 21       | 3              |
| Stati Uniti | Sam Querrey           | 22       | 4              |
| Polonia     | Jerzy Janowicz        | 26       | 5              |
| Austria     | Jürgen Melzer         | 29       | 6              |
| Slovacchia  | Martin Kližan         | 30       | 7              |
| Brasile     | Thomaz Bellucci       | 33       | 8              |

* Ranking al 31 dicembre 2012.

### Altri partecipanti
I seguenti giocatori hanno ricevuto una wildcard per il tabellone principale:
- Daniel King-Turner
- Gaël Monfils
- Olivier Rochus

I seguenti giocatori sono passati dalle qualificazioni: 

- Benjamin Becker
- Greg Jones
- Jesse Levine
- Igor Sijsling

## Punti e montepremi
Il montepremi complessivo è di 435.000 $.
| Torneo    | Torneo              | V      | F      | SF     | QF     | 2T    | 1T    | Q  | Q3  | Q2  | Q1 |
| Singolare | Punti               | 250    | 150    | 90     | 45     | 20    | 0     | 12 | 6   | 0   | 0  |
| Singolare | Premi in denaro ($) | 78.250 | 41.200 | 22.320 | 12.720 | 7.495 | 4.440 | –  | 715 | 340 | 0  |
| Doppio    | Punti               | 250    | 150    | 90     | 45     | 0     | –     | –  | –   | –   | –  |
| Doppio    | Premi in denaro ($) | 23.770 | 12.500 | 6.770  | 3.870  | 2.270 | –     | –  | –   | –   | –  |

## Campioni

### Singolare
David Ferrer ha sconfitto in finale  Philipp Kohlschreiber per 7–6(5), 6-1.
- È il diciannovesimo titolo in carriera per Ferrer ed il quarto ad Auckland.

### Doppio
Colin Fleming /  Bruno Soares hanno sconfitto in finale  Johan Brunström /  Frederik Nielsen per 7-6(1), 7–6(2).